# Приютный
Приютный — хутор в Каневском районе Краснодарского края.
Входит в состав Новодеревянковского сельского поселения. Расположен на берегу лимана Сладкого.

## География

### Улицы
- ул. Кондруцкого.

## Население
| 2002 | 2010 |
| ---- | ---- |
| 224  | ↘171 |